# HD 39891
HD 39891，又名CD-29 2595，SAO 170993、HR 2068，是一颗恒星，视星等为6.36，位于銀經234.53，銀緯-24.46，其B1900.0坐标为赤經5h 50m 21.4s，赤緯-29° -24.46′ 54″。